# Villa Ella

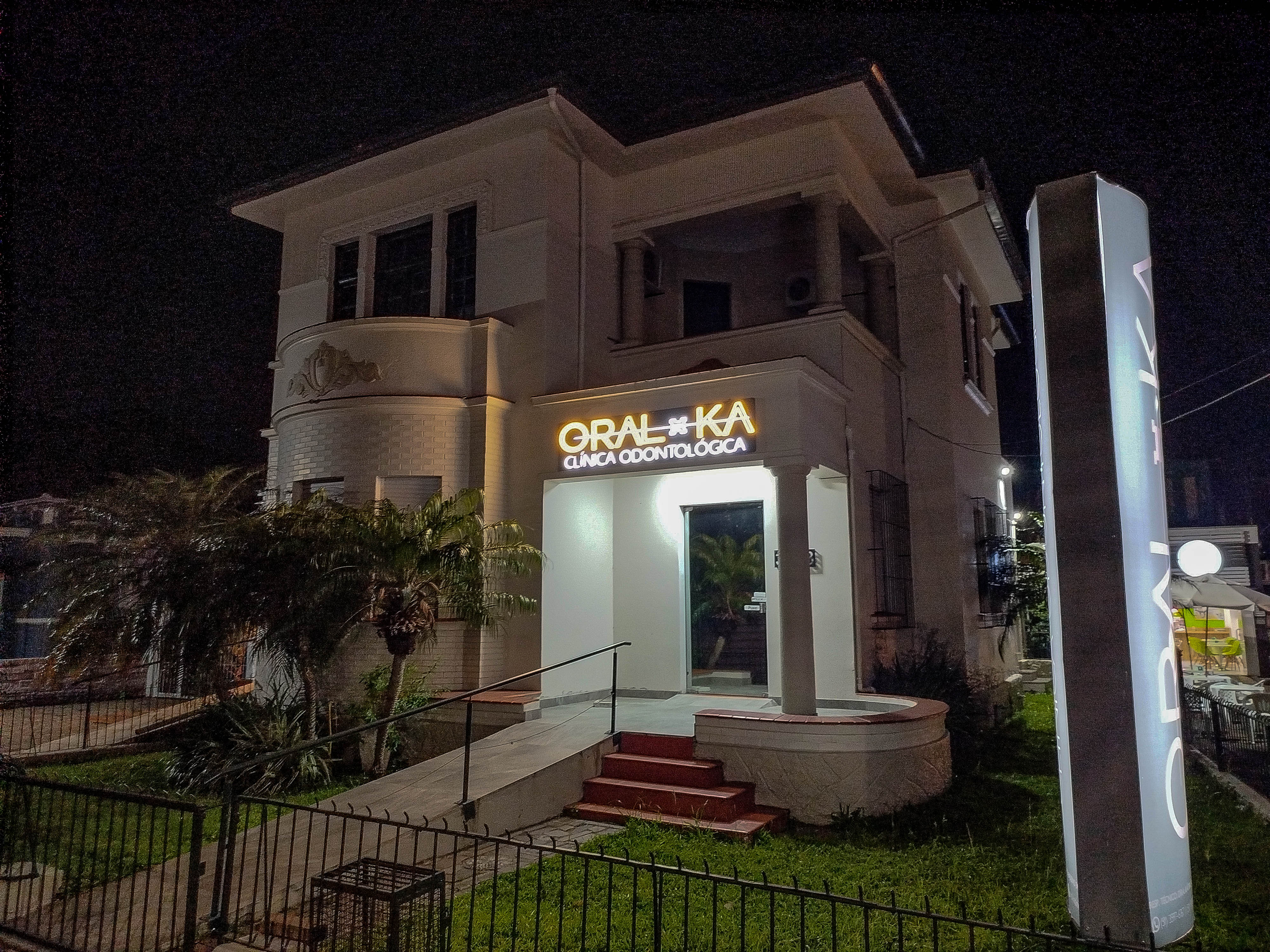
Villa Ella em 2024

Villa Ella é um prédio histórico da cidade de Campo Bom, Rio Grande do Sul.
Foi construída pelo sr. Arno Kunz e seu nome é uma homenagem a esposa Ella Blos.
A casa é um sobrado típico dos anos 30, com alguma mistura do estilo eclético com as influências do estilo missões. Seus interiores foram inspirados no Palácio Quitandinha (Petrópolis), do Rio de Janeiro.
O prédio localiza-se na esquina da Avenida Brasil com a rua São Paulo, e abriga atualmente um consultório dentário.